# Деветнадесетомайски преврат
Деветнадесетомайският преврат е държавен преврат в Царство България, извършен на 19 май 1934 година от политическия кръг „Звено“ и Военния съюз с помощта на армията. Новото правителство начело с Кимон Георгиев (19 май 1934 – 22 януари 1935) суспендира Търновската конституция, разпуска Народното събрание и забранява политическите партии и революционните организации.

## Предистория
В парламентарните избори през юни 1931 година Демократическият сговор претърпява поражение и отстъпва управлението на страната на коалицията Народен блок, съставен от различни по състав и интереси политически партии. Макар че новото правителство не отменя ограничителните сговористки закони и не извършва съществени промени в заварения полицейски апарат, то е посрещнато с известна неприязън от десните сили в страната. Борбата против блоковото управление се подема от Военния съюз, политическия кръг „Звено“ и Народното социално движение на проф. Александър Цанков. Според някои слухове Цанков има намерение да вземе насилствено властта при насрочения за 21 май конгрес на Народното социално движение. По-активни се оказват звенарите, които се ползват и с по-голямо влияние в армията.
През май 1934 г. започва правителствена криза, която става непосредствения повод за извършване на преврата. На 5 май Народното събрание гласува недоверие на Стоян Костурков, министър на железниците, пощите и телеграфите и единствен представител в кабинета на Радикалдемократическата партия. През следващите дни сред радикалдемократите започват спорове дали да включат нов представител в правителството или да излязат в опозиция. На 10 май БЗНС „Врабча 1“ напуска правителството, а на 14 май министър-председателят Никола Мушанов официално подава оставка и парламентът прекратява временно заседанията си. Мушанов получава мандат за съставяне на ново правителство и започва преговори с партиите.
Същевременно цар Борис III предприема размествания в армията – в началото на май са уволнени няколко висши военни, на 9 май за военен министър е назначен председателят на Военния съюз Анастас Ватев, а на 18 май Михаил Йовов става началник на Генералния щаб, Любомир Василков – началник на Военната канцелария и Стефан Цанев – командир на Софийския гарнизон.

## Подготовка
От края на октомври 1933 година Военният съюз започва усилена подготовка на държавен преврат. Разработват се подробни планове за действие на членовете на Съюза във всеки гарнизон. Успоредно, с активното участие и на дейци на „Звено“, се подготвя политическа програма за действия след преврата. Активната група, работеща по нея, включва Дамян Велчев, Кимон Георгиев, Петър Тодоров, Иван Харизанов, Коста Бояджиев, Петър Мидилев, Ставри Андреев, Станчо Чолаков, Михаил Календеров.
През април 1934 година Военният съюз решава правителството да бъде оглавено от Георгиев и започва подготовка за съставянето му. Търсят се контакти за включване в състава му на представители на Народното социално движение, Демократическата партия и БЗНС. Проведени са срещи с Христо Калфов, Иван Русев и Димитър Гичев, но те отказват да участват.
Назначаването на Анастас Ватев за военен министър предизвиква объркване във Военния съюз. Дългогодишен председател на Съюза и инициатор на подготовката на преврата, Ватев приема министерския пост без съгласуване с организацията и се дистанцира от нея. Дамян Велчев настоява за пристъпване към действие, но някои промонархически дейци, като Пенчо Златев, са разколебани. Въпреки това на 17 май Централното управление на Военния съюз взема окончателно решение за извършване на преврата на следващата вечер. До правителството достигат слухове за готвещия се преврат, но то ги отхвърля като неправдоподобни и вечерта на преврата премиерът Никола Мушанов отива на представление на операта „Тоска“, заедно с гостуващия в България кмет на Париж.

## Извършване на преврата
След взетото решение, на 18 май водачът на Военния съюз обхожда частите на Софийския гарнизон и информира за него членовете на Съюза. В 10:30 вечерта ръководителите на преврата се събират в дома на Васил Каракулаков на улица „Иван Вазов“ №27, където подготвят указ за смяна на правителството и заповеди за нови назначения на ключови постове, а към полунощ се преместват в завзетото полицейско комендантство. По това време полковник Георги Тановски се явява при цар Борис III и го уведомява за извършването на преврат, уверявайки го, че той не е насочен срещу него.
В спомените си, писани след Деветосептемврийския преврат, Петър Хаджииванов, непосредствен участник в преврата, твърди, че първоначалният план за провеждането му е предвиждал цар Борис III и семейството му да бъдат избити. За тази цел е подготвена група от протогеровисткия клон на Вътрешната македонска революционна организация, която трябвало да бъде пропусната в Двореца от офицерите от Военния съюз, охраняващи входовете към него под ръководството на подполковник Тодор Кръстев. В последния момент решението е отменено, като самият Хаджииванов е изпратен да предаде на Кръстев заповед да не допуска никого в двореца. Според Кимон Георгиев и други източници, действително е подготвян вариант за принудителна абдикация на царя, в случай че се противопостави на преврата.
Съгласно подготвените планове, за няколко часа членовете на Военния съюз установяват контрол над всички гарнизони в страната, София е блокирана от армията и към 4 часа сутринта на 19 май превратът е приключил успешно. В 5 часа Пенчо Златев и Кимон Георгиев отиват на двучасова среща с цар Борис III, на която му излагат подробно възгледите си за управлението. Към 7 часа военните задържат Никола Мушанов и малко по-късно той отива в двореца, за да върне проучвателния мандат за съставяне на правителство.
В 9 часа на 19 май Кимон Георгиев получава официална аудиенция при цар Борис III, който подписва поредица от укази – за разпускане на парламента, назначаване на ново правителство начело с Георгиев, сливане на няколко министерства, окрупняване на окръзите, уволнение на висши офицери.

## Деветнадесетомайско управление
Непосредствено след преврата политическите партии и профсъюзите в страната са забранени, някои техни активисти са интернирани в провинцията и са взети специални мерки за ликвидирането на Българската комунистическа партия Народното събрание е разпуснато и кабинетът управлява с наредби закони, окръзите и общините са окрупнени, самоуправлението им е премахнато и заменено с назначавани от правителството чиновници.
Създадена е Главна дирекция на обновата, която осъществява контрол върху пресата, кината, радиото, театрите и публичните събрания.
През септември са предприети активни мерки за ликвидирането на ВМРО и нейният ръководител Иван Михайлов е принуден да напусне страната.
Във външната политика правителството се обявява за приемственост с предходните кабинети, като поставя акцент върху добрите отношения със съседните държави, сключили в началото на годината Балканския пакт. През юли са установени дипломатически отношения със Съветския съюз.
Цар Борис III гледа с подозрение на много от дейците на „Звено“. С помощта на верни офицери от Военния съюз през януари 1935 година той налага замяна на премиера Кимон Георгиев с генерал Пенчо Златев, а малко по-късно – с Андрей Тошев. Изолирайки „Звено“, царят става пълен разпоредител със съдбините на страната – положение, което запазва до края на своето царуване (1943), въпреки опита за реванш на Дамян Велчев през есента на 1935 година.